# 長沙市
長沙市（チャンシャーし、中国語: 长沙市、拼音: Chángshā shì、長沙語：t͡sã13 sɔ33sɿ21、英: Changsha City）は、中華人民共和国湖南省の省都。略称は長、別称は星城。中国中南部に位置する特大都市で、「新一線都市」および全国交通ハブ都市の一つに位置づけられている。2400年以上の歴史を持つ古都であり、隣接する都市とともに「長株潭都市圏」を形成している。
建設機械や新材料などの工業、サービス業を主要産業とし、娯楽・文化産業、特にマスメディアやバラエティ番組制作の分野では全国的に知名度が高い。21世紀初頭の10年間において中国の主要都市の中でGDP成長率が最も高く、一人当たりGDPは2万米ドル超。
6市轄区・2県級市・1県を管轄下に置く。総人口は2024年末時点で1061.65万人となり、市内総生産は1兆5268億元（約2126億米ドル）である。

## 概要
長沙は、長江中流地方、湖南省東部の湘江下流の平野に位置し、市内6区と県級市の瀏陽市・寧郷市及び長沙県を管轄し、省都として湖南省の行政・経済・文化・科学・交通・教育の中心都市となる。華中六大都市の一つであり、中国南部の高速鉄道網・航空路の中枢の一つである。長沙を中心に、南部の株洲市・湘潭市を含む「長株潭都市圏」は人口1,700万人を超える都市圏である。
有名な詩人である屈原や賈誼に由来し「屈賈之郷」と呼ばれ、「惟楚有才、於斯為盛」という名句を残した岳麓書院により北宋時代から儒教の聖地となったため「瀟湘洙泗」とも称される。地理的には岳麓山・湘江・橘子洲に囲まれており、「山水洲城」とも呼ばれる。市内では湘語に属する長沙語、寧郷市では寧郷語、瀏陽市では贛語に属する瀏陽語が使用される。
長沙は現在位置で2,400年以上の都市建設の歴史を持ち、「長沙」の名は先秦時代の『逸周書・王会』にまで遡る。湘江両岸の白砂を意味する「沙」と古越語の接頭辞である「長」を組み合わせて名付けられた。秦代には長沙郡が設置され、前漢には長沙国が成立、五代十国時代の長沙は南楚の都であった。清代末期には中国の四つの米・茶の貿易都市の一つになり、近代には主な政治革命の拠点都市となった。 譚嗣同らは長沙に時務学堂を設立、黄興らはここで華興会を結成、毛沢東もここで早期の政治運動を展開した。1930年代には一時繁栄を極めたが、その後は「文夕大火」により壊滅的な打撃を受けた。
「世界建設機械の都」と称される長沙には、世界トップ50の建設機械企業4社が集まり、建設機械と新材料を中心に、自動車、電子情報、家電製品、バイオ医薬を含む産業チェーンが形成されている。現地には100社超の日系企業が進出し、173社のグローバル500企業が拠点を置いている。改革開放以降、1990年代から高度成長を遂げ、2015年には中国中部初の国家級新区である湘江新区を設立した。「985工程大学」を3大学も持ち、スーパーハイブリッド米、スーパーコンピュータ「天河1号」、中国初のレーザー3Dプリンタなどが生まれた地でもある。
ユネスコ「世界メディアアーツ都市」に指定されているなど、文化産業の発展も著しい。国内有数の地方テレビ局である湖南テレビの影響力によって、中国の芸能人・有名人が数多く訪れる。都心地に演芸バーやディスコ・カラオケバーなどがたくさん立ち並び、「娯楽の都」として知られる。
全国交通ハブ都市に指定されており、京広線などの2本以上の鉄道線と、京港旅客専用線を含む3本の高速鉄道線が交差し、長株潭都市間鉄道や長沙リニア快線などが運行されている。

## 地理
北は岳陽市、益陽市、西は婁底市、南は株洲市、湘潭市、東は江西省萍郷市と接する。
長沙は瀏陽河および撈刀河が湘江に合流する地点にあたる。

## 歴史
長沙の名は早くも『逸周書』に見え、春秋戦国時代には楚国に属し、成王のとき黔中郡が置かれたことに始まる。秦代に秦36郡のひとつとして長沙郡が設置されている。漢代初には呉芮を封じて臨湘県を都とする長沙王国が設置され、5代46年間続いた。長沙王国の相である軑侯利蒼一族の墓所として有名な馬王堆漢墓を今に伝える。隋唐代から清末にかけて潭州の中心として発展し、中華民国が成立すると1933年に長沙市と改称、湖南省の省都とされ現在に至っている。
1938年の長沙大火では多くの文化財を失うと同時に1939年から1944年にかけては日中戦争の戦場ともなっている。

## 行政区画
市域は6市轄区・2県級市・1県から構成される。
- 市轄区：
  - 岳麓区・芙蓉区・天心区・開福区・雨花区・望城区
- 県級市：
  - 瀏陽市・寧郷市
- 県：
  - 長沙県

| 長沙市の地図                                                             |
| ------------------------------------------------------------------------ |
| 1 2 岳麓区 開福区 雨花区 望城区 長沙県 瀏陽市 寧郷市 1. 芙蓉区 2. 天心区 |

### 年表
この節の出典

#### 長沙市
- 1949年10月1日 - 中華人民共和国湖南省長沙市が発足。東区・南区・西区・北区・文芸区・金盆区・岳麓区・会春区が成立。(8区)
- 1950年4月 - 金盆区・文芸区・岳麓区・会春区が合併し、郊区が発足。(5区)
- 1953年10月 - 郊区の一部が分立し、水上区が発足。(6区)
- 1956年11月30日 - 水上区が郊区に編入。(5区)
- 1959年3月31日 (4区1県)
  - 湘潭専区長沙県を編入。
  - 郊区が長沙県に編入。
- 1960年8月26日 - 長沙県の一部が分立し、岳麓区が発足。(5区1県)
- 1962年1月12日 - 長沙県の一部が分立し、郊区が発足。(6区1県)
- 1974年1月6日 - 岳麓区が西区に編入。(5区1県)
- 1977年12月21日 - 長沙県の一部が分立し、望城県が発足。(5区2県)
- 1983年2月8日 - 湘潭地区瀏陽県、岳陽地区湘陰県、益陽地区寧郷県を編入。(5区5県)
- 1983年7月13日 - 湘陰県が岳陽地区に編入。(5区4県)
- 1993年1月16日 - 瀏陽県が市制施行し、瀏陽市となる。(5区1市3県)
- 1996年4月22日 (5区1市3県)
  - 西区・郊区・望城県の各一部が合併し、岳麓区が発足。
  - 東区および郊区の一部が合併し、芙蓉区が発足。
  - 南区・西区・郊区の各一部が合併し、天心区が発足。
  - 北区および西区・郊区・長沙県・望城県の各一部が合併し、開福区が発足。
  - 南区の残部・郊区の残部が合併し、雨花区が発足。
- 2008年1月 - 望城県の一部が岳麓区に編入。(5区1市3県)
- 2008年3月 - 望城県の一部が岳麓区に編入。(5区1市3県)
- 2011年5月20日 - 望城県が区制施行し、望城区となる。(6区1市2県)
- 2015年1月14日 - 長沙県の一部が天心区・雨花区に分割編入。(6区1市2県)
- 2017年4月9日 - 寧郷県が市制施行し、寧郷市となる。(6区2市1県)

#### 長沙専区
- 1949年10月1日 - 中華人民共和国湖南省長沙専区が成立。湘潭県・長沙県・岳陽県・醴陵県・瀏陽県・湘陰県・平江県・臨湘県が発足。(8県)
- 1950年7月1日 - 湘潭県の一部が分立し、湘潭市が発足。(1市8県)
- 1950年7月 (1市8県)
  - 湖北省沔陽専区監利県の一部(巴山垸・三合垸・広山垸・五号垸・剪刀池村および普豊垸・保安垸・洪水港村・芦席湾村の各一部)が岳陽県に編入。
  - 岳陽県の一部(三益郷・復興垸・十合垸・丘江垸・克成垸・中洲垸・熊家垸および永固垸・新挽垸・固成垸の各一部)が湖北省沔陽専区監利県に編入。
- 1951年2月 (1市8県)
  - 岳陽県の一部(春清郷・永益郷)が湖北省沔陽専区監利県に編入。
  - 湖北省沔陽専区監利県の一部(江南郷)が岳陽県に編入。
- 1951年5月26日 - 長沙県の一部が分立し、望城県が発足。(1市9県)
- 1951年6月6日 - 湘潭県の一部が分立し、株洲市が発足。(2市9県)
- 1952年6月17日 (2市9県)
  - 湖北省孝感専区蒲圻県の一部(下万垸)が臨湘県に編入。
  - 臨湘県の一部(新運洲)が湖北省孝感専区蒲圻県に編入。
- 1952年9月24日 - 長沙専区が湘潭専区に改称。

## 気候
| 長沙市（1981〜2010年平均、極値1951〜2014年）の気候 | 長沙市（1981〜2010年平均、極値1951〜2014年）の気候 | 長沙市（1981〜2010年平均、極値1951〜2014年）の気候 | 長沙市（1981〜2010年平均、極値1951〜2014年）の気候 | 長沙市（1981〜2010年平均、極値1951〜2014年）の気候 | 長沙市（1981〜2010年平均、極値1951〜2014年）の気候 | 長沙市（1981〜2010年平均、極値1951〜2014年）の気候 | 長沙市（1981〜2010年平均、極値1951〜2014年）の気候 | 長沙市（1981〜2010年平均、極値1951〜2014年）の気候 | 長沙市（1981〜2010年平均、極値1951〜2014年）の気候 | 長沙市（1981〜2010年平均、極値1951〜2014年）の気候 | 長沙市（1981〜2010年平均、極値1951〜2014年）の気候 | 長沙市（1981〜2010年平均、極値1951〜2014年）の気候 | 長沙市（1981〜2010年平均、極値1951〜2014年）の気候 |
| 月                                                 | 1月                                                | 2月                                                | 3月                                                | 4月                                                | 5月                                                | 6月                                                | 7月                                                | 8月                                                | 9月                                                | 10月                                               | 11月                                               | 12月                                               | 年                                                 |
| -------------------------------------------------- | -------------------------------------------------- | -------------------------------------------------- | -------------------------------------------------- | -------------------------------------------------- | -------------------------------------------------- | -------------------------------------------------- | -------------------------------------------------- | -------------------------------------------------- | -------------------------------------------------- | -------------------------------------------------- | -------------------------------------------------- | -------------------------------------------------- | -------------------------------------------------- |
| 最高気温記録 °C （°F）                             | 26.9 (80.4)                                        | 30.6 (87.1)                                        | 32.8 (91)                                          | 36.1 (97)                                          | 36.3 (97.3)                                        | 38.2 (100.8)                                       | 39.7 (103.5)                                       | 40.6 (105.1)                                       | 38.2 (100.8)                                       | 37.2 (99)                                          | 30.9 (87.6)                                        | 24.9 (76.8)                                        | 40.6 (105.1)                                       |
| 平均最高気温 °C （°F）                             | 8.4 (47.1)                                         | 11.2 (52.2)                                        | 15.3 (59.5)                                        | 22.0 (71.6)                                        | 26.9 (80.4)                                        | 30.1 (86.2)                                        | 33.5 (92.3)                                        | 32.6 (90.7)                                        | 28.4 (83.1)                                        | 23.3 (73.9)                                        | 17.6 (63.7)                                        | 11.8 (53.2)                                        | 21.8 (71.2)                                        |
| 日平均気温 °C （°F）                               | 5.1 (41.2)                                         | 7.6 (45.7)                                         | 11.3 (52.3)                                        | 17.6 (63.7)                                        | 22.4 (72.3)                                        | 25.9 (78.6)                                        | 29.2 (84.6)                                        | 28.3 (82.9)                                        | 24.0 (75.2)                                        | 18.6 (65.5)                                        | 12.9 (55.2)                                        | 7.6 (45.7)                                         | 17.5 (63.5)                                        |
| 平均最低気温 °C （°F）                             | 2.7 (36.9)                                         | 5.0 (41)                                           | 8.5 (47.3)                                         | 14.3 (57.7)                                        | 19.1 (66.4)                                        | 22.8 (73)                                          | 25.9 (78.6)                                        | 25.1 (77.2)                                        | 20.9 (69.6)                                        | 15.4 (59.7)                                        | 9.6 (49.3)                                         | 4.6 (40.3)                                         | 14.5 (58.1)                                        |
| 最低気温記録 °C （°F）                             | −9.5 (14.9)                                        | −11.3 (11.7)                                       | −2.3 (27.9)                                        | 1.9 (35.4)                                         | 8.9 (48)                                           | 13.1 (55.6)                                        | 18.9 (66)                                          | 16.7 (62.1)                                        | 11.8 (53.2)                                        | 2.4 (36.3)                                         | −2.8 (27)                                          | −10.3 (13.5)                                       | −11.3 (11.7)                                       |
| 降水量 mm （inch）                                 | 79.8 (3.142)                                       | 94.4 (3.717)                                       | 141.9 (5.587)                                      | 185.4 (7.299)                                      | 193.1 (7.602)                                      | 225.0 (8.858)                                      | 161.9 (6.374)                                      | 114.7 (4.516)                                      | 82.4 (3.244)                                       | 67.6 (2.661)                                       | 73.3 (2.886)                                       | 49.3 (1.941)                                       | 1,468.8 (57.827)                                   |
| 平均降水日数                                       | 14.2                                               | 14.1                                               | 17.4                                               | 16.4                                               | 15.9                                               | 14.2                                               | 10.3                                               | 10.5                                               | 8.4                                                | 9.9                                                | 8.5                                                | 9.8                                                | 149.6                                              |
| % 湿度                                             | 81                                                 | 81                                                 | 80                                                 | 79                                                 | 79                                                 | 81                                                 | 74                                                 | 78                                                 | 80                                                 | 79                                                 | 77                                                 | 77                                                 | 78.8                                               |
| 平均月間日照時間                                   | 60.4                                               | 60.1                                               | 76.8                                               | 107.5                                              | 138.1                                              | 146.1                                              | 227.9                                              | 204.2                                              | 150.6                                              | 131.9                                              | 119.6                                              | 101.2                                              | 1,524.4                                            |
| 出典：中国气象局 国家气象信息中心 2014-02-01       |                                                    |                                                    |                                                    |                                                    |                                                    |                                                    |                                                    |                                                    |                                                    |                                                    |                                                    |                                                    |                                                    |

温暖湿潤気候に属する。特に夏は非常に蒸し暑いため不快指数が高く、「三大ボイラー」と称される重慶、武漢、南京にも匹敵し、これらに長沙も加えて「四大ボイラー」と呼ばれることもある。

## 経済
市内には長沙経済技術開発区と長沙ハイテク産業開発区が設置され、2008年の全市生産総額(GDP)は3000.98億元、2015年は8510.13億元（1366.3億米ドル）。一人あたりGDPは2015年に115443元（18535米ドル）。

## 名勝
- 天心閣
- 世界之窓
- 湖南省植物園
- 岳麓山
- 岳麓書院
- 麓山寺
- 陶公廟
- 瀏陽文廟
- 黄興故居
- 許光達故居
- 韶山風景名勝区
- 湖南博物院
- 灰湯温泉（中国語版）
- 長沙市城北堂、長沙天主経堂（英語版）

## 教育
古くは中国最初の最高学府である岳麓書院が置かれ、現在でも国家重点大学が5校存在する中国国内の教育・研究重点都市として位置付けられている。
- 国防科学技術大学
- 中南大学
- 中南林業科技大学
- 湖南大学
- 湖南師範大学
- 湖南農業大学
- 湖南中医薬大学
- 湖南商学院
- 湖南女子学院
- 湖南警察学院
- 湖南渉外経済学院
- 長沙理工大学
- 長沙大学（旧長沙大学）
- 湖南生物機電職業技術学院
- 長沙民政職業技術学院（民政部・長沙民政学院）

## 交通
- 空港 - 長沙黄花国際空港

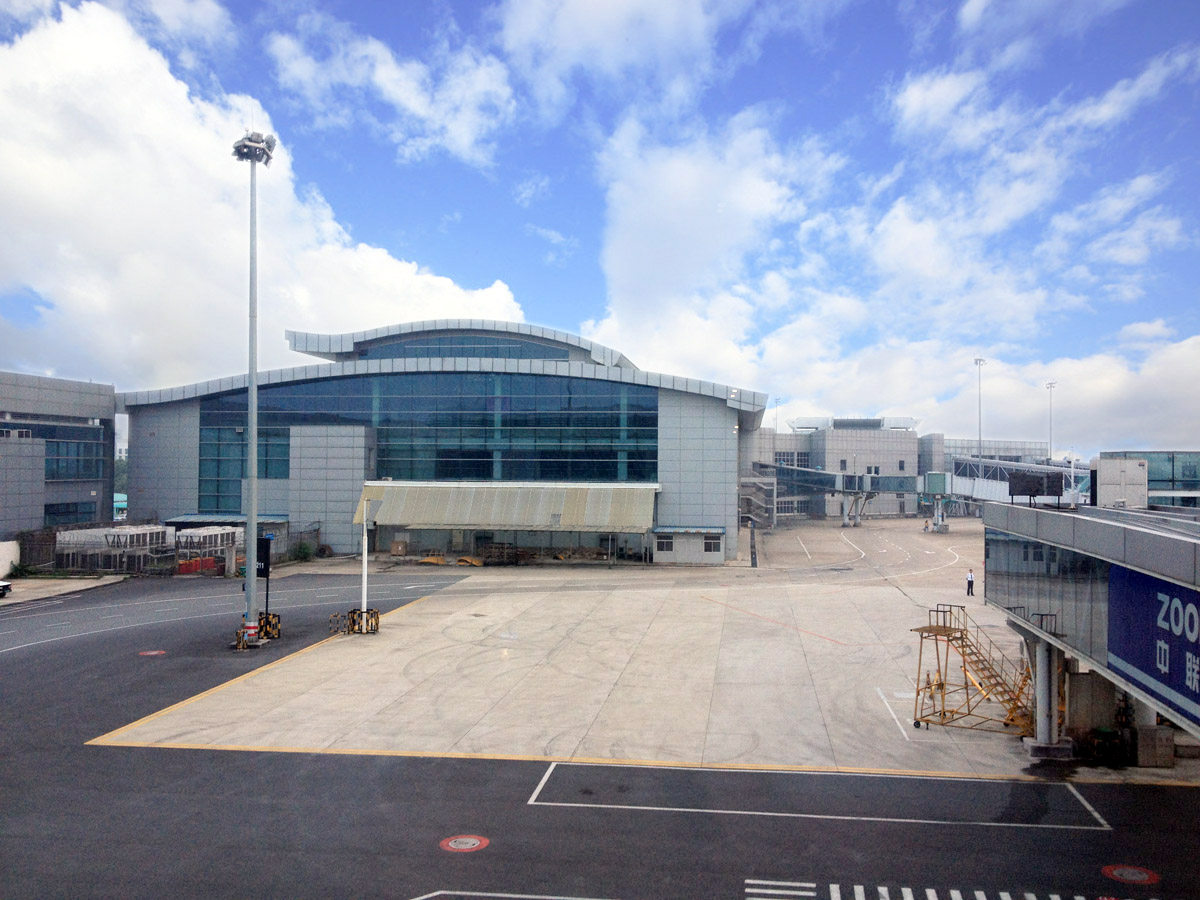
長沙黄花国際空港

- 鉄道 - 主に在来線の列車が発着する長沙駅と、高速鉄道専用の長沙南駅の2つのターミナル駅がある。
  - 京広線（北京西から広州に至る路線）
  - 石長線（石門から長沙に至る路線）
  - 京港旅客専用線 (北京西駅から香港西九龍駅に至る高速鉄道路線)
  - 滬昆旅客専用線 (上海虹橋駅から昆明南駅に至る高速鉄道路線)
  - 渝厦旅客専用線（中国語版）(建設中) (重慶駅から厦門駅に至る高速鉄道路線)
  - 長株潭都市間鉄道（中国語版）
  - 長沙地下鉄
    - 長沙地下鉄1号線
    - 長沙地下鉄2号線
    - 長沙地下鉄3号線
    - 長沙地下鉄4号線
    - 長沙地下鉄5号線
    - 長沙地下鉄6号線

  - 長沙リニア快線（長沙南駅〜長沙黄花国際空港）

## ゆかりの人物
- 屈原
- 賈誼
- 関羽
- 懐素
- 朱熹
- 黄興
- 毛沢東
- 劉少奇
- 胡耀邦
- 朱鎔基
- 陳曉紅
- 雷鋒
- 李富春
- 李鉄映
- 楊小凱
- 李維漢
- 張芸興

## 友好都市
- コンゴ共和国ブラザヴィル　（1982年8月9日）
- 日本鹿児島県鹿児島市　（1982年10月30日）
- 米国ミネソタ州セントポール　（1988年5月9日）
- シンガポールジュロン・イーストタウン　（1994年4月10日）
- スイス連邦フレイブルク　（1994年6月10日）
- 米国ニュージャージー州ジャージーシティ　（1995年11月29日）
- ベルギー王国モンス　（1998年5月14日）
- 大韓民国慶尚北道亀尾市　（1998年10月19日）
- ウガンダ共和国エンテベ　（2003年4月14日）